# Cătălin Predoiu

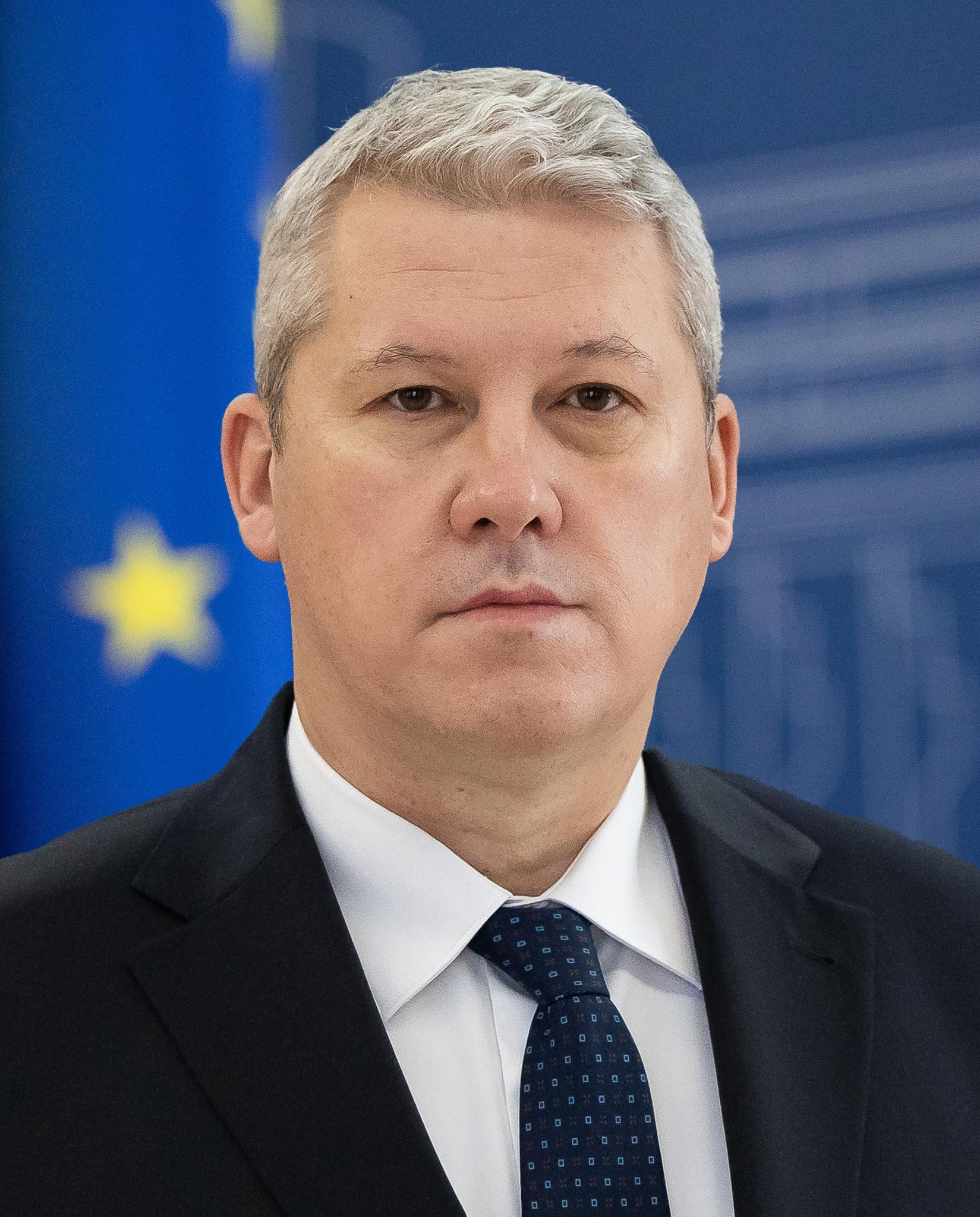
Cătălin Predoiu (2025)

Cătălin Marian Predoiu (* 27. August 1968 in Buzău) ist ein rumänischer Politiker (PNL). Im Februar 2012, im Juni 2023 und von Mai bis Juni 2025 war er Interims-Premierminister Rumäniens. Zuvor war er von 2008 bis 2012, von 2019 bis 2020 und von 2021 bis 2023 Justizminister seines Landes. Seit 2023 ist er Innenminister und Vize-Premierminister.

## Biografie
Nach dem Schulbesuch am Colegiul Național „Bogdan Petriceicu Hasdeu“ studierte er zwischen 1986 und 1991 Rechtswissenschaften an der Universität Bukarest, was er 1991 mit einem Lizenziat abschloss. Anschließend war er als Rechtsanwalt tätig und absolvierte 1994 ein Postgraduiertenstudium in Handelsrecht an der französischen Universität Caen. Nach seiner Rückkehr nach Rumänien war er weiterhin als Rechtsanwalt in Bukarest tätig. Als solcher war er zwischen 2003 und 2007 zunächst Mitglied des Rates der Rechtsanwaltskammer von Bukarest und dann seit 2007 Mitglied der Ständigen Kommission der Rumänischen Rechtsanwaltskammer (Uniunii Naționale a Barourilor din România). Zugleich war er zwischen 1994 und 2007 Dozent für Handelsrecht an der Juristischen Fakultät der Universität Bukarest. Während dieser Zeit erwarb er 2004 einen Doktortitel mit einer Dissertation zum Handelsrecht, die er summa cum laude abschloss.
Predoiu wurde am 29. Februar 2008 als Mitglied der Partidul Național Liberal (PNL) zum Justizminister in das 2. Kabinett von Premierminister Călin Popescu-Tăriceanu ernannt. Dieses Amt behielt er auch unter dessen Nachfolger Emil Boc (Partidul Democrat Liberal) ab dem 22. Dezember 2008 und wurde zusätzlich Minister für bürgerliche Freiheiten. Einem Parteiausschluss aus der PNL, die nach dem Regierungswechsel in die Opposition ging, kam er durch Austritt zuvor.
Am 2. Oktober 2009 wurde er im Kabinett Boc I zusätzlich zum kommissarischen Außenminister berufen und war als solcher bis zum 23. Dezember 2009 tätig. In der im Dezember 2009 gebildeten Regierung Boc II übernahm er erneut den Posten des Justizministers. Nach dem Rücktritt der Regierung Emil Bocs war Cătălin Predoiu vom 6. bis zum 9. Februar 2012 kommissarischer Ministerpräsident. Als Justizminister amtierte er auch unter dem neuen Premier Mihai Răzvan Ungureanu bis zum 8. Mai 2012. Er trat 2013 in die Partidul Democrat Liberal (PD-L) ein, die im Folgejahr mit der PNL fusionierte, wodurch auch Predoiu wieder PNL-Mitglied wurde.
Von 2016 bis 2024 war er Mitglied der Abgeordnetenkammer. Am 4. November 2019 wurde er im Kabinett Ludovic Orban I erneut Justizminister. Er amtierte bis zum 23. Dezember 2020. Das Amt des Justizministers übernahm Predoiu im Kabinett Ciucă ab dem 25. November 2021 zum dritten Mal. Nach dem Rücktritt seines Parteikollegen Nicolae Ciucă war er vom 12. bis zum 15. Juni 2023 erneut kommissarischer Ministerpräsident. Am 15. Juni 2023 wurde er zum Innenminister und zu einem der beiden Stellvertreter des Premierministers im Kabinett Ciolacu I ernannt. 
Bei der Parlamentswahl im Dezember 2024 wurde er als Vertreter des Kreises Prahova in den rumänischen Senat gewählt. Im Kabinett Ciolacu II blieb er Innenminister und Vizepremier. Als der Senatspräsident und bisherige Parteivorsitzende Ilie Bolojan im Februar 2025 die infolge der annullierten Präsidentschaftswahl vakante Funktion des Staatsoberhaupts übernahm, wurde Predoiu interimistischer Vorsitzender der PNL. Nach dem Rücktritt von Marcel Ciolacu am 6. Mai 2025 war Predoiu bis zum 23. Juni 2025 erneut kommissarischer Ministerpräsident.

## Veröffentlichungen und Auszeichnungen
Neben seiner Tätigkeit als Rechtsanwalt und Hochschullehrer war Predoiu auch Autor von fachwissenschaftlichen Aufsätzen und Monografien zum Handels- und Kreditrecht wie:
- „Operațiunile de creditare din interiorul unui grup de societăți“, 1996
- „Societățile comerciale“, 2001 (Ko-Autor)
- „Băncile în contextul legislației antiinfracționale. Obligații legale speciale“, 2003
- „Considerații privind noțiunile de activitate bancară și credit bancar“, 2003.

2003 wurde er mit dem Simion-Bărnuțiu-Preis der Rumänischen Akademie (Academia Română) ausgezeichnet.